# Mediolanum Santonum
|  | Per a altres significats, vegeu «Mediolanum». |

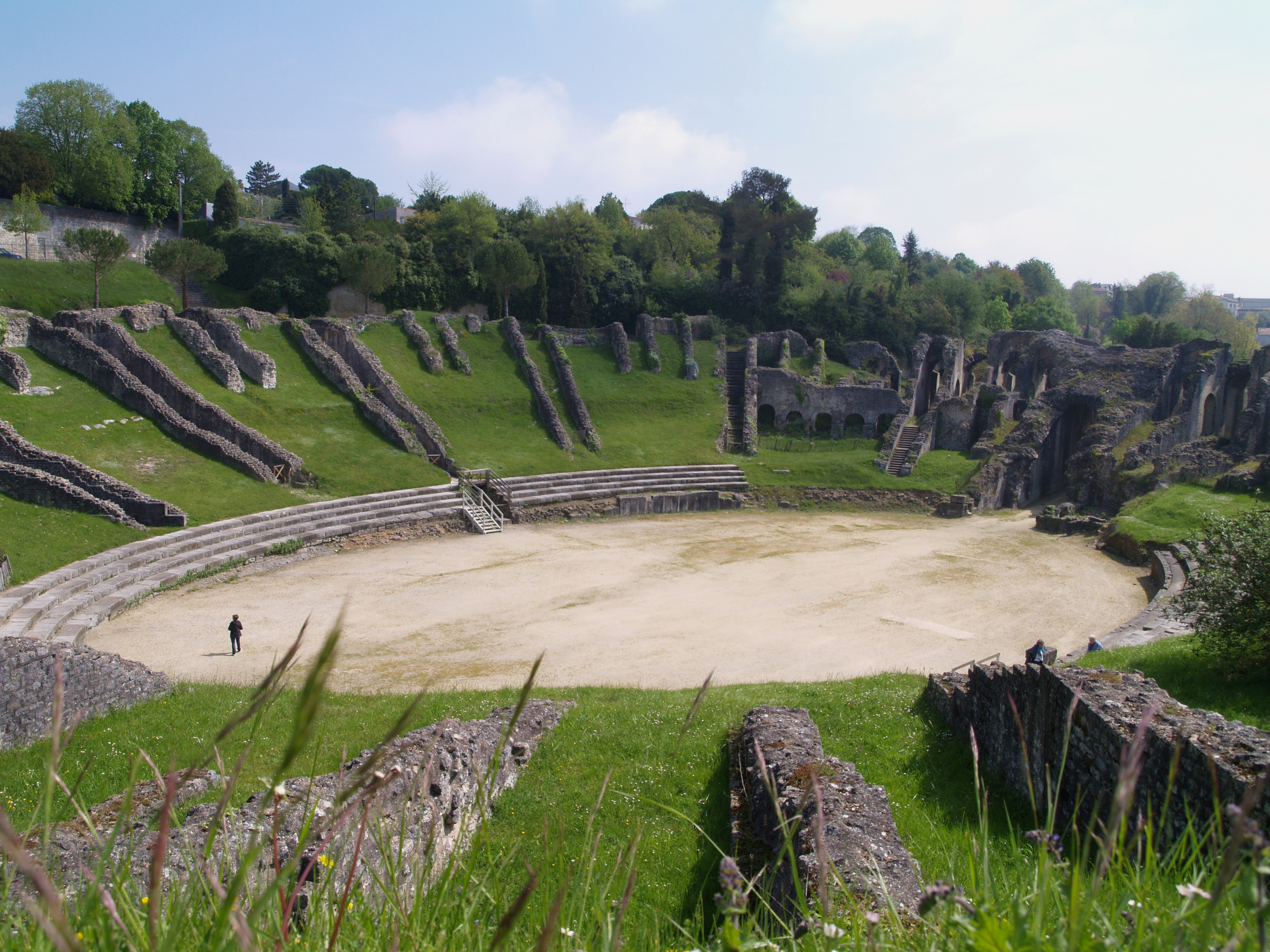
Amfiteatre

Mediolanum Santonum era la ciutat principal dels sàntons (santones o santoni), actualment Saintes.
Estrabó i Claudi Ptolemeu l'esmenten com Mediolanium. En temps d'Ammià Marcel·lí va agafar el nom del poble que l'habitava i anomena Santones a la ciutat. Va ser una ciutat romana important. Hi queda un arc de triomf construït en honor de Germànic Cèsar, un amfiteatre, fora de la ciutat antiga al fons d'una vall i un aqüeducte que portava aigua d'una font situada a uns quants kilòmetres de la ciutat. En una de les valls que travessava hi ha restes de 25 arcs que la salvaven.